# シトロエン・クサラ

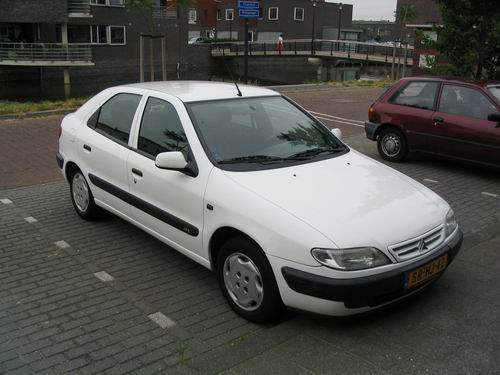
5ドア前期型

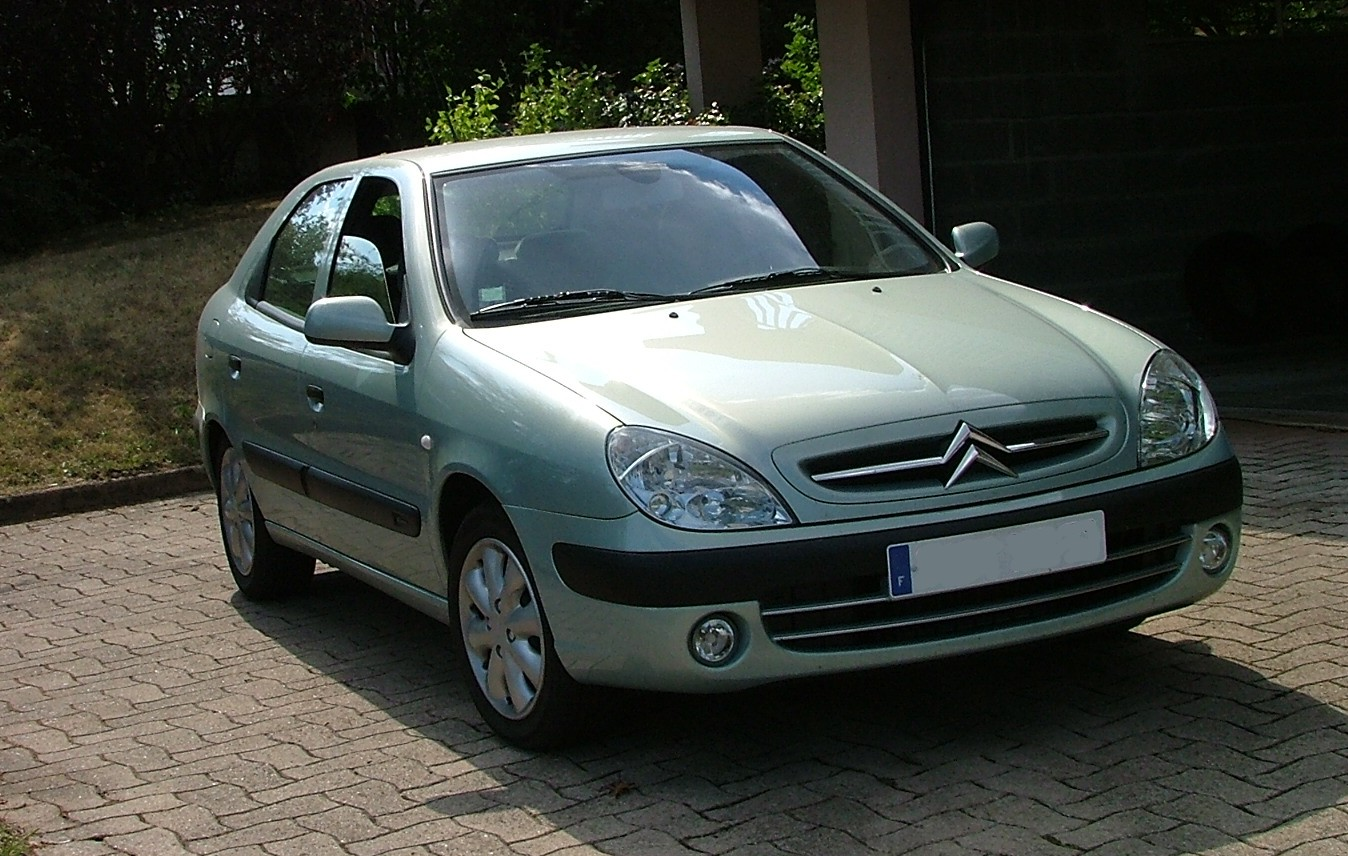
5ドア後期型

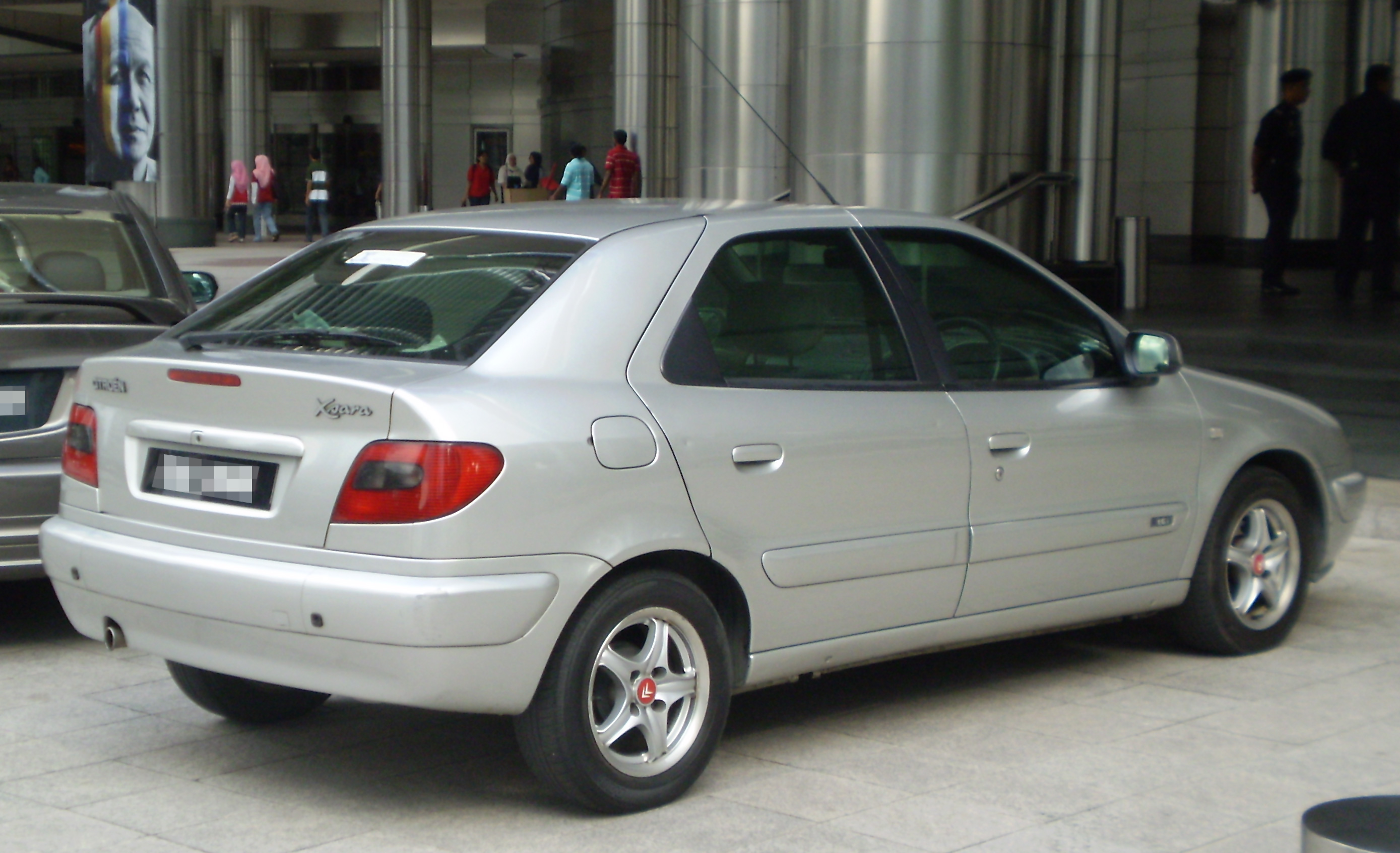
リア（5ドア前期型）

クサラ（Xsara）はフランスの自動車メーカーシトロエンが生産していた小型大衆車。1997年にZXの後継として誕生し、2006年まで生産された。後継はC4である。

## 概要
ZXの後継モデルとして1997年に登場。ZXと同じく、親会社のプジョー・306と共通の設計を持つ（正確にはZXが306の母体となっている）。ハイドロニューマティックサスペンションは装備されていない。
ボディはZX同様3ドアハッチバック、5ドアハッチバックそして5ドアステーションワゴンの3種が用意され、一部市場で3ドアは「クーペ」ワゴンは「ブレーク」とネーミングされた。
エンジンラインナップはいずれも直列4気筒で1,400cc/1,600cc/1,800cc/2,000ccのガソリンエンジンと、1,600cc/1,900cc/2,000ccのディーゼルターボエンジンがあり、欧州市場での主力は後者であった。
日本には1,600cc/1,800cc/2,000ccのガソリンエンジン車が正規輸入された。輸入元は当初は新西武自動車販売で、後にシトロエン・ジャポンに移行した。
1998年にはアイルランドのSemperit Irish Car of the Yearを受賞している。

## 歴史
- 2000年 - マイナーチェンジを受け、ヘッドライトやフロントグリル、ステアリングホイール形状などの変更の他、前後トレッドの10mm拡大や、新デザインの15インチホイールの採用などにより操縦安定性や衝突安全性も改善された。
- 2002年 - 内装小改良。2003年にフロントバンパーなど外装の小改良を実施。
- 2004年末 - C4のデビューに伴いラインナップを整理。
- 2006年 - 最後まで生産が継続されていたブレークが生産終了。

この時代、フランスではLPG自動車ブームが起こり、年率500%の伸びを示していた。フランスの自動車メーカー各社は全ラインナップにLPG仕様車を設定し、欧州他国のメーカーや日本車もフランス向けにはLPG仕様車を投入していた。クサラも他のシトロエン車と同様に、LPガスとガソリンの切り替え式仕様車が用意されていた。2009年現在では、オブションでLPG仕様に仕立てている。なお、フランスの表記ではLPGはGPLとなる。

## クサラ・ピカソ
1999年に登場したコンパクトMPV。エンジンはガソリン1.6L、1.8LとディーゼルHDi 2.0Lの3種で、トランスミッションはマニュアルのみだった。セニック同様、フランス、イギリスをはじめとするヨーロッパ市場で大人気モデルとなる。生産はスペイン・ビーゴ工場の他フランス、エジプト、ブラジルでも生産された。
2004年3月にマイナーチェンジが実施され、内外装に小変更を受けたほか、ガソリン2.0L 16Vエンジンと4段オートマチックが
追加。日本にはこのマイナーチェンジ後の4段オートマチック・右ハンドル仕様のみが正規導入された。2006年8月に後継C4ピカソが登場したが、その後も一部市場向けに継続生産されている。

## ラリーカー

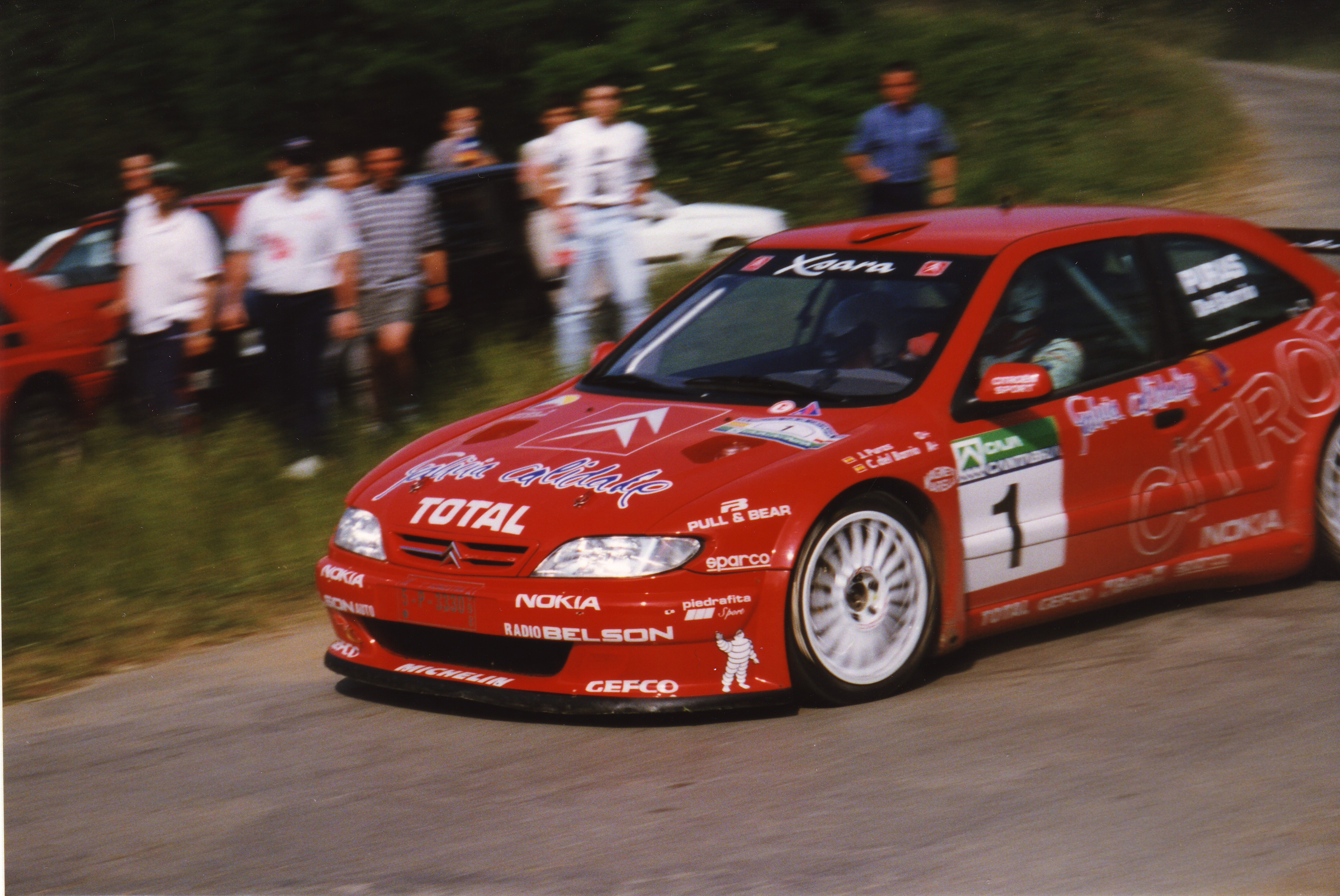
クサラ・キットカー(1998年)

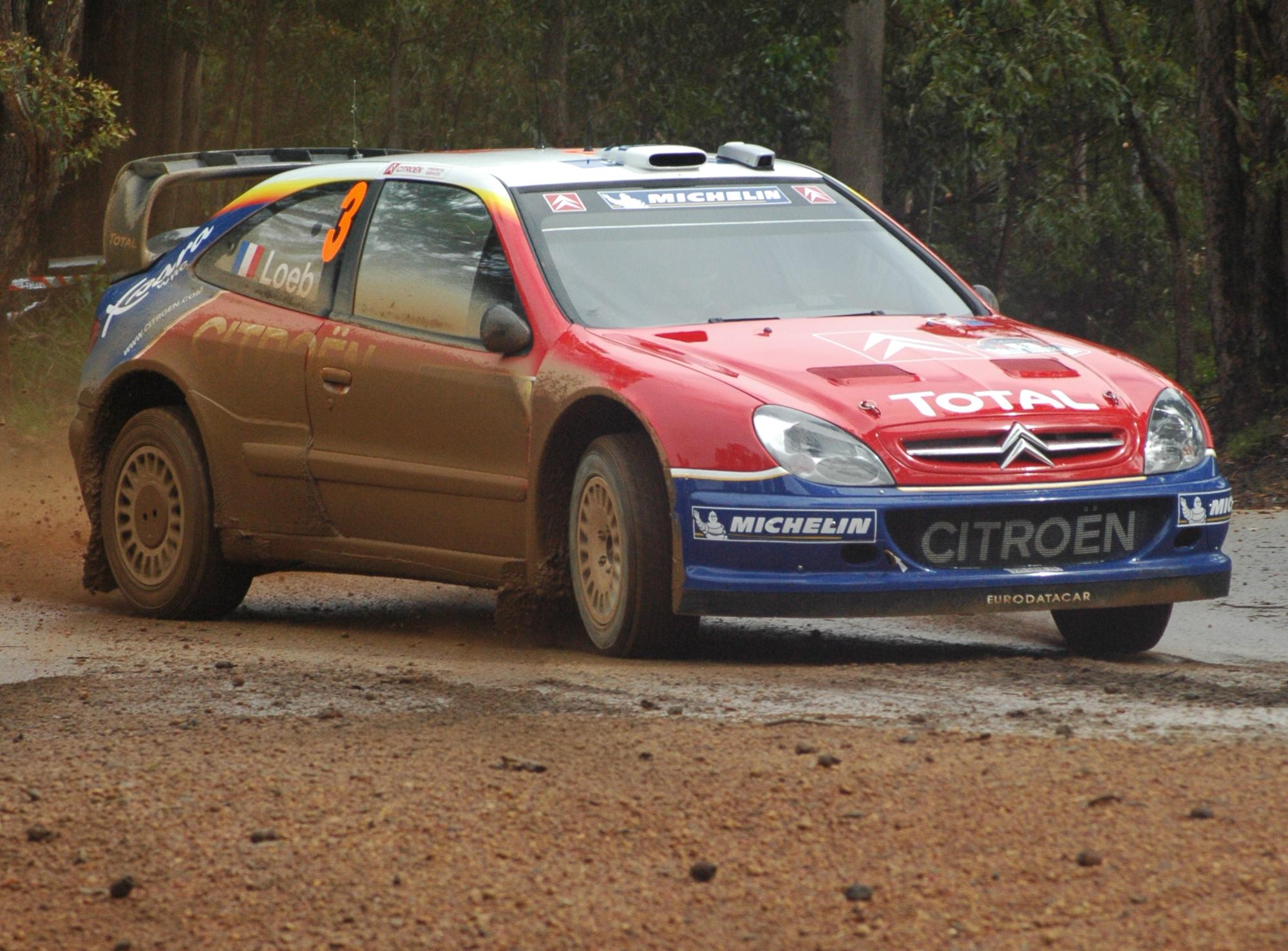
クサラWRC(2004年)

パリダカ（ダカール・ラリー）やクロスカントリーラリー・ワールドカップで三菱自動車工業のパジェロ軍団を圧倒し、多数の総合優勝を記録し続けていたシトロエンは、1997年にラリーへと転身。1998年にF2キットカーのクサラ・キットカーを開発し、1999年のWRC（世界ラリー選手権）のターマックイベントにおいて、前輪駆動で自然吸気エンジンながら四輪駆動ターボ勢を破って総合優勝を果たす快挙を達成した。
その後、満を持して四輪駆動ターボのクサラ・WRCを開発し、2003年以降のWRCでシトロエンは稀代の天才セバスチャン・ローブとともに黄金時代を築いていくこととなる。